# Potentialteori
Potentialteori är läran om harmoniska funktioner i matematik. En harmonisk funktion är en funktion som uppfyller Laplaces ekvation.
Sådana funktioner uppträder i många fysikaliska fenomen, bland annat elektromagnetisk fältteori, strömningsmekanik och termodynamik.